# Hydriomena barretti
Hydriomena barretti är en fjärilsart som beskrevs av Edward Alfred Cockayne 1953. Hydriomena barretti ingår i släktet Hydriomena och familjen mätare. Inga underarter finns listade i Catalogue of Life.